# August Harambašić

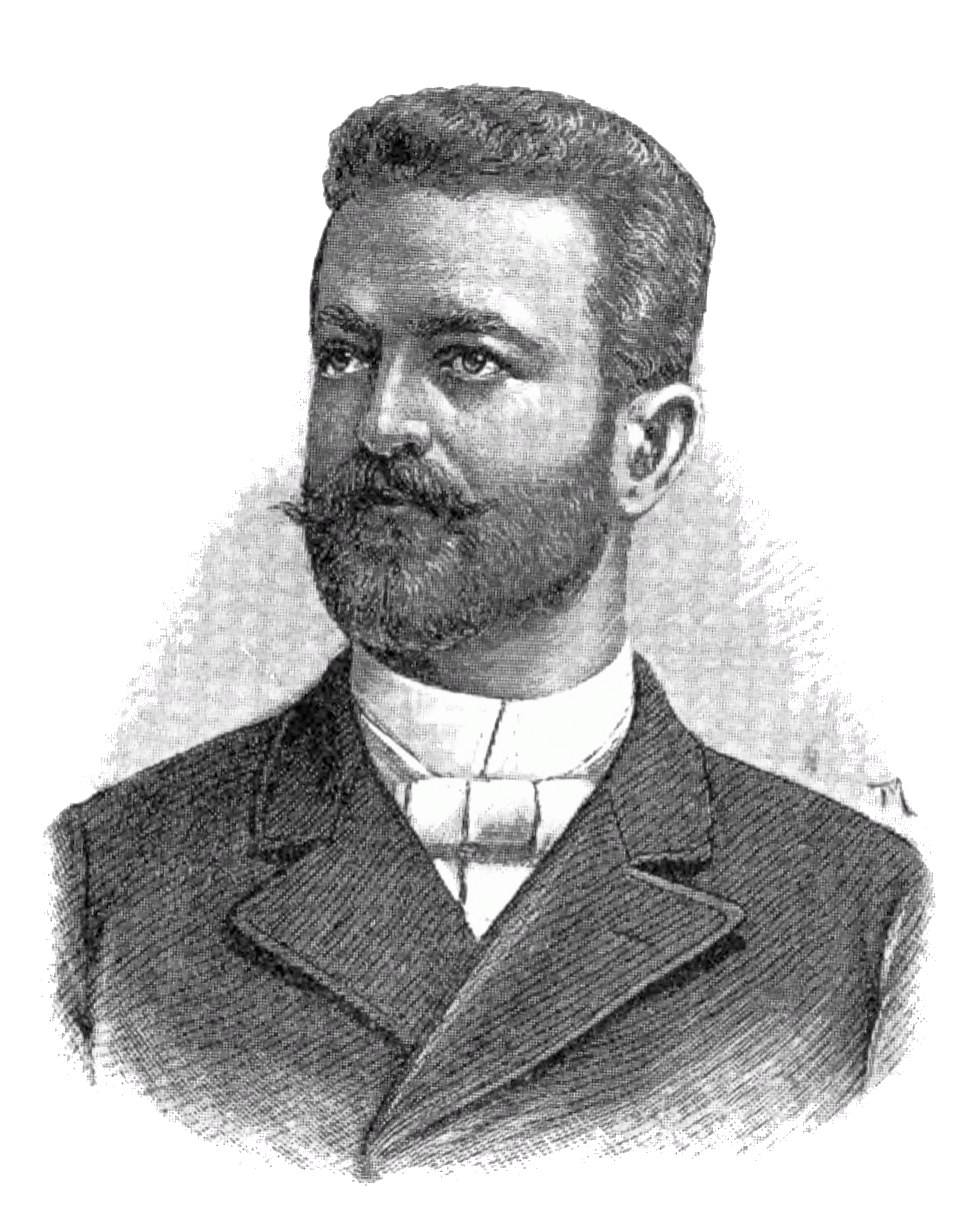

August Harambašić, född 14 juli 1861 i Donji Miholjac, död 16 juli 1911 i Zagreb, var en kroatisk poet och politiker.
Harambašić är främst känd som lyriker. I hans diktning återspelgas kroaternas frihetssträvanden. Harambašić var även känd översättare från ukrainska, ryska och bulgariska.